# Pablo Merillas Fernández
Blahoslavený Pablo Merillas Fernández, řeholním jménem Carlos (Karel) z Alcubilly (17. června 1902, Alcubilla de Nogales – 14. ledna 1937, El Escorial, byl španělský římskokatolický kněz, řeholník Řádu menších bratří kapucínů a mučedník.

## Život
Narodil se 17. července 1902 v Alcubilla de Nogales jako syn Andrése Merillas Tejedor a Vicenty Fernández Tejedor. Pokřtěn byl o den později.
Studoval na Sefaínské koleji v El Pardo a už jako jedenáctiletý se zabýval latinou, humanitními vědami a také hudbou a kresbou.
Vstoupil ke kapucínům v Basurto a 15. srpna 1919 přijal hábit a jméno Carlos. Dne 20. srpna 1920 složil své časné řeholní sliby a 14. srpna 1927 své sliby věčné. Po studiu teologie a filosofie byl 24. června 1928 vysvěcen na kněze. Roku 1928 jej poslali na misii do Venezuely, kde nemohl kvůli zdraví zůstat. Poté se stal profesorem v semináři v El Pardo. Vynikal v schopnostech a vědomostech v oblasti mechaniky.
Dne 21. července 1936 napadli klášter milicionáři. Otci Carlosovi se podařilo utéct a našel si v práci ve fabrice v El Escorial. Poté byl odhalen a uvězněn. Prošel krutým mučením a 14. ledna 1937 byl zastřelen.

## Proces blahořečení
Proces jeho blahořečení byl zahájen roku 1954 v arcidiecézi Madrid spolu s dalšími jedenatřiceti spolubratry kapucíny.
Dne 27. března 2013 uznal papež František jejich mučednictví. Blahořečeni byli 13. října 2013 ve skupině 522 španělských mučedníků.